# Jedlicska Sándor
Jedlcsika Sándor (Karancsalja, 1928. december 19. – 1993) labdarúgó, hátvéd.

## Pályafutása
1953 és 1958 között a Salgótarján labdarúgója volt. 1953. november 29-én mutatkozott be az élvonalban a Győri Vasas ETO ellen, ahol csapata 4–2-es vereséget szenvedett. Tagja volt az 1958-as magyar kupa-döntős csapatnak. Az élvonalban összesen 67 mérkőzésen lépett pályára. 1961 nyarán a Baglyasaljai Bányászhoz igazolt.

## Sikerei, díjai
- Magyar kupa (MNK)
  - döntős: 1958